# Leontodon oxylepis
Leontodon oxylepis ist eine Art aus der Gattung Leontodon, der seinen Merkmalen nach Leontodon graecus sowie Leontodon kotschyi nahe steht.

## Beschreibung

### Vegetative Merkmale
Leontodon oxylepis ist eine ausdauernde steifhaarige krautige Pflanze. Sie bildet eine langspindelige, kräftige, senkrechte Pfahlwurzel. Die Stängel sind aufrecht. Die zahlreichen Laubblätter sind in einer grundständigen Rosette angeordnet, schmal länglich lanzettlich, in den kurzen Stiel allmählich verschmälert, tief fiederspaltig bis tief buchtig gezähnt und beiderseits gleichmäßig dicht mit 7- bis 11-strahligen sehr verschieden langen Sternhaaren bedeckt. Länge der größten */- 1050 μm, der mittleren und kleinen 310 bis 330 μm, 570 bis 750 μm beträgt die Spannweite der Strahlen, die sich in mehreren Schichten übergreifen und so einen dichten Sternhaarfilz bilden, der den Blättern der lebenden Pflanzen ihr typisches weißlich-grünes Aussehen verleiht. Der Stängel ist unterhalb des Köpfchens nicht verdickt und von unterschiedlich langen Sternhaaren aber allgemein kürzer und schütterer als auf den Blättern bedeckt. Die Sternhaaren sind auf den äußersten Hüllblättern gleichmäßig verteilt, auf den übrigen stehen sie entlang der Ränder und am Mittelstreifen dichter. Bei einigen Pflanzen auch kurze, unregelmäßige Sternhaare als Randsaum an den sonst sternhaarlosen Hüllblättern.

### Generative Merkmale
Leontodon oxylepis hat mittelgroße Köpfe, die vor der Anthese nicken. Die Blütenhülle sind länglich lanzettlich. Die inneren Hüllblätter sind kahl oder auf den Mittelnerven behaart, die äußeren Hüllblätter sind am Rande dicht Sternhaaren behaart. Die Achänen sind alle gleichgestaltet, zylindrisch. Der Pappus ist mit dicht federigen Borsten gebildet.
Die Chromosomenzahl beträgt 2n = 8.

## Verbreitung
Westlicher Taurus, Mittlerer Taurus, Libanon, Palästina. Kommt in der Türkei in Höhenlagen zwischen 870 und 2600 Metern vor.
Die Art ist ein Irano-Turanisches Florenelement.

## Habitat
Kommt auf steinigen Hängen und Felsen sowie in von niedrigem Gebüsch bestandenen Flächen vor.

## Synsoziologie
Die Art ist in der Türkei ein Bestandteil der Astragalo-Brometea-Trockenrasen. Als introgressive Art findet sie sich auch auf Initialstandorten in Schneetälchen des Muscari bourgaei-Ornithogaletum brevipedicellati ein.

## Taxonomie
Die Art wurde von Boissier und Heldreich 1849 in Diagn. P. Orient. ser 1, 11: 40 erstbeschrieben. Die Art steht Leontodon graecus aus Südgriechenland sowie Leontodon kotschyi aus dem Elburs-Gebirge im Iran nahe.